# Dietrich von Werthern (Kanzler)
Dietrich von Werthern, genannt auch Dietrich Werther oder Dietrich von Wert(h)erde, (* um 1410; † 1482) war seit 1462 (nicht 1426) als Kanzler der höchste Beamte der regierenden Grafen zu Stolberg. Er ist leicht mit Ritter Dietrich von Werthern († 1470), dem Besitzer der Herrschaft Wiehe, zu verwechseln, da dieser auch in stolbergischen Diensten stand.

## Leben
Er stammte mit großer Wahrscheinlichkeit aus der in Nordhausen ansässigen Linie der Familie von Werthern. Sein Vater scheint Ritter Georg von Werthern († 1469) gewesen zu sein, der mit Sabine von Maltitz verheiratet war. Der gleichnamige Ritter Dietrich von Werthern war der Bruder seines Vaters Georg.
Dietrich Werther war Bürger der Stadt Stolberg und zeitweilig der dortige Weinmeister und Baumeister. Als Kanzler und heimlicher Rat des Grafen Heinrich zu Stolberg wird Dietrich Werther erstmals 1462 genannt, als er von seinem Dienstherrn mit Gütern und Häusern in Roßla belehnt worden ist. Diese Güter erbten seine Söhne Dietrich und Thomas Werther, die diese am 31. Oktober 1486 nach dem Tod des Vaters der Martinikirche in Stolberg (Harz) schenkten.
1462 trat Dietrich als Knappe neben dem Ritter Dietrich von Werthern in Erscheinung.
Dietrich von Werthern trat mehrere Male als Stifter hervor, so stiftete er 1445 in Verehrung seiner verstorbenen Mutter einen Altar und Vikarie zu Sankt Georg in der Hospitalkirche, 1464 die Vikarie und den Altar Sankt Eustachius und 1465 eine ewige Lampe für die Martinikirche in Stolberg.
Unter dem Patronat Dietrichs stand 1473 der Altar der Heiligen Matthias, Fabian und Sebastian in der Kapelle der heiligen drei Könige in der Martinikirche in Stolberg, die er 1471 mit beträchtlichen finanziellen Mitteln gestiftet hatte.
1482 wird als gräflicher Kanzler bereits Johann Ilmena bezeichnet.